# The George Tavern

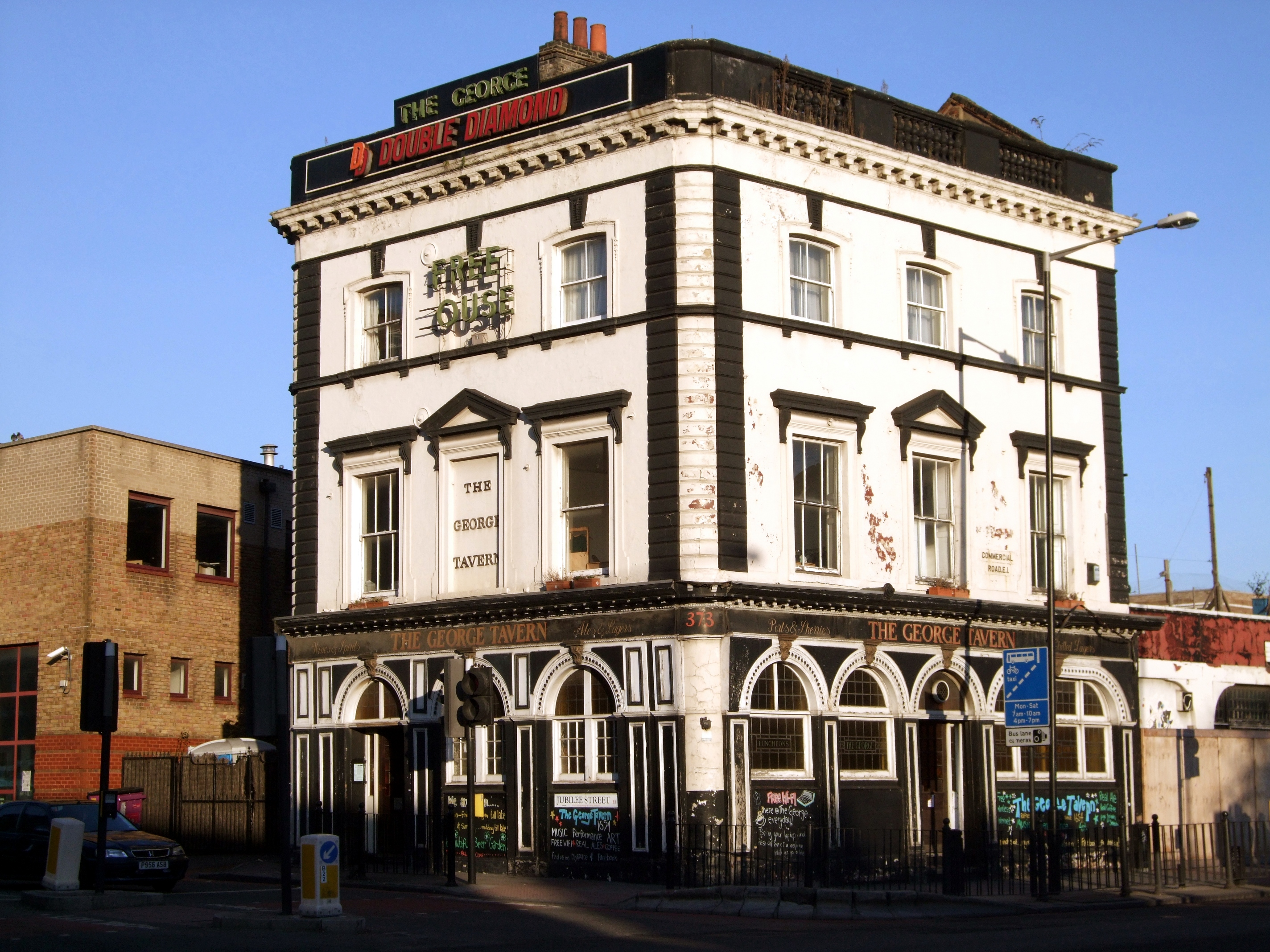
The George Tavern im Jahr 2008

The George Tavern ist ein denkmalgeschütztes Gebäude an der Adresse 373 Commercial Road, Ecke Jubilee Street, in Stepney, London. Seit 1973 steht es auf der Statutory List of Buildings of Special Architectural or Historic Interest (Grade II, Nr. 1240090). Es wird auch für Konzerte und andere kulturelle Events genutzt.

## Geschichte und Beschreibung
Die Commercial Road ist eine historische Durchgangsstraße, die von den Docklands Richtung Innenstadt führt. Am Standort der George Tavern wurde möglicherweise schon seit dem 17. Jahrhundert eine Gastwirtschaft betrieben. Das heutige Gebäude bildet mit den gegenüberliegenden Gebäuden Nr. 300 bis 334 ein Ensemble.
Das Gasthaus wird in Werken von Charles Dickens, Samuel Pepys und Geoffrey Chaucer erwähnt.
Es ersetzte wahrscheinlich ein Pub namens Halfway House, das seinerseits in der Mitte des 18. Jahrhunderts, nach 1745, an einen Standort etwa 50 Meter weiter nordöstlich verlegt wurde. The George Tavern wurde – vermutlich nach Plänen von James Harrison – unter Verwendung erheblich älterer Bauteile 1862 neu gestaltet. Das Innere des Pubs wurde 1891 von Robert Alexander Lewcock umgestaltet. 
Das Eckgebäude hat zwei Hauptfassaden, westlich zur Jubilee Street und südlich zur Commercial Road. Es wurde aus Backstein errichtet und mit Stuck verziert. Unter dem Dach befindet sich ein Modillon-Gesims mit balustradenartiger Brüstung. Getäfelte Pilaster trennen die Rundbögen der Arkaden, in denen sich Türen und Fenster des Pubs befinden. Die Bögen sind mit Flachreliefs mit floralen Motiven verziert. Über dem Erdgeschoss befindet sich ein Konsolengesims. Die Fenster im ersten Obergeschoss haben profilierte Architrave und Konsolengiebel, die im zweiten Stock Architrave und Schlusssteine. Östlich an das Pub angebaut ist der einstöckige Stepney's Night Club, der von Denkmalschützern als eher unwichtig betrachtet wird, aber unter anderem als Kulisse für das Video Common People der Band Pulp diente.
Das Innere des Pubs ist mit gusseisernen Säulen mit blattförmigen Kapitellen ausgestattet. Die Wand auf der Ostseite trägt Kacheln, auf denen ein Gemälde zu sehen ist, das das Halfway House im Jahr 1654 zeigen soll, ferner Szenen mit Putten und das heutige Pub. Umrahmt werden diese Szenen von Fliesen im Jugendstil. Die Bar ist modern, aber im traditionellen Stil gehalten. Im Keller befindet sich ein Gang, der mit Ziegeln ausgekleidet ist. Er weist ein flaches Tonnengewölbe auf. In den seitlichen Nischen befinden sich Regale. Die verzierten Kacheln an der Bar stammen möglicherweise aus der Zeit der Umgestaltung von 1891.
Ältere Überbleibsel sind wahrscheinlich die Treppe mit ihren gedrechselten Sprossen, die Türen im ersten Stock, die getäfelte Verkleidungen sowie kannelierte Architraven mit Löwenmasken an den Ecken besitzen, und einige Tapetenstücke aus dem frühen 19. Jahrhundert, die auf dem Treppenabsatz des ersten Stockes freigelegt wurden. Sie sind im neoklassizistischen Stil gehalten. Das Haus besitzt drei Marmorkamine aus viktorianischer Zeit.

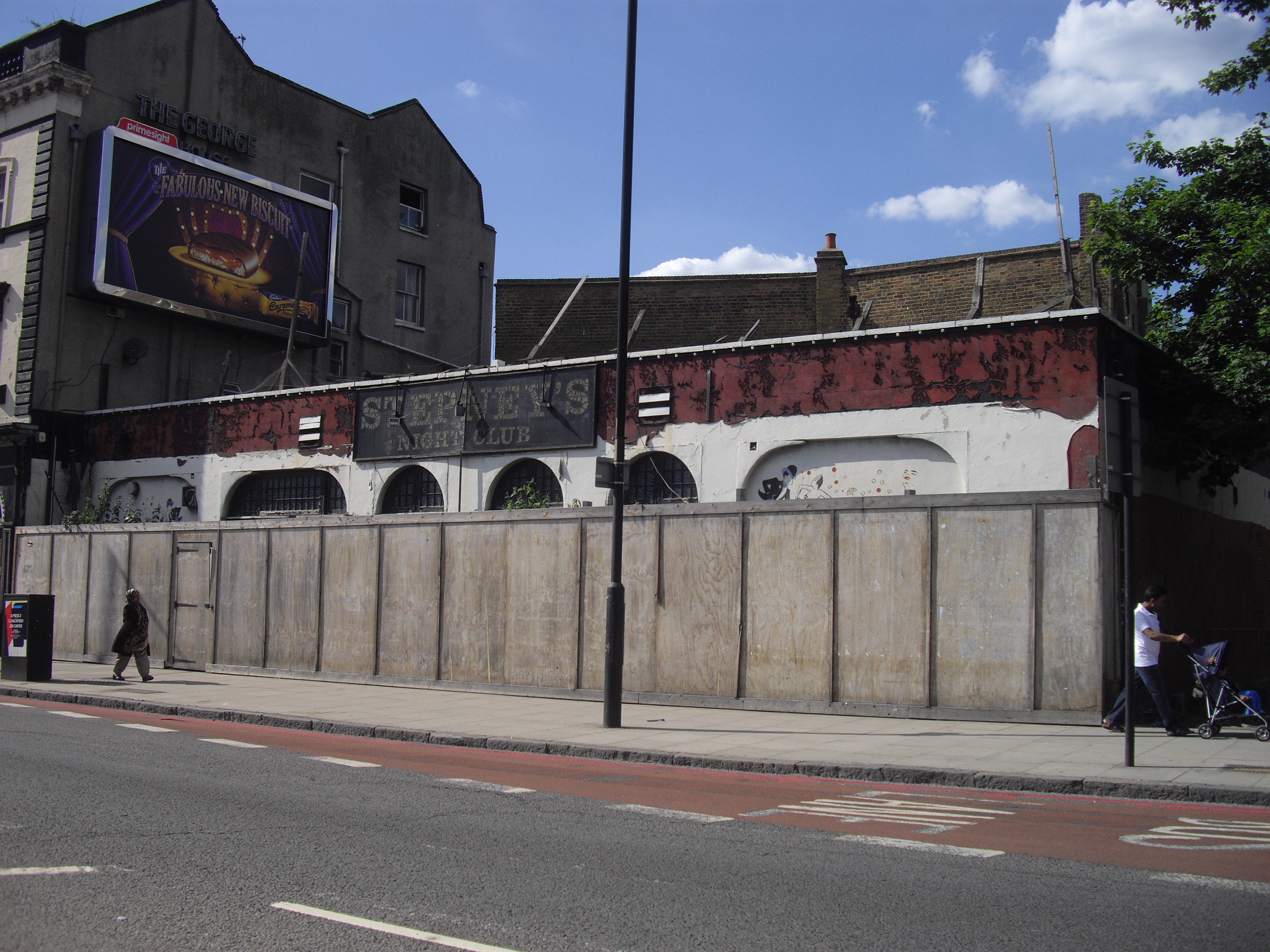
Stepney's Night Club im Jahr 2010

Die Besitzerin Pauline Forster focht ab 2008 Kämpfe mit der Swan Housing Group aus, die auf dem Grundstück unmittelbar neben ihrem Gasthaus statt des Stepney's Night Clubs Wohnhäuser errichten wollte. Im Rahmen einer Online-Petition zur Rettung des Bauwerks sprachen sich über 500 Personen für den Erhalt des Gebäudes aus. Forster wehrte sich auch gegen das Vorhaben von Investoren, auf der anderen Seite des The George auf dem Grundstück Nr. 2 in der Jubilee Street Luxuswohnungen zu erbauen, weil sie befürchtete, dann ihre Lizenz für Musikveranstaltungen im The George zu verlieren. Die Pläne wurden zur Überarbeitung noch einmal zurückgenommen. Forster ließ unterdessen ein Lärmgutachten erstellen und zog einen Anwalt heran, um ihre Lizenz für Musikveranstaltungen über ein „deed of easement“ (Grunddienstbarkeitsbestätigung) für die The George Tavern zu bewahren. Das würde dann einen Präzedenzfall darstellen und zum Schutz eingesessener Veranstaltungsorte beitragen. Forster hoffte auf Sadiq Khans Prinzip des Wandels („agent of change principle“), da Khan es als unfair bezeichnet hatte, dass die Last des Lärmschutzes einseitig bei den alteingesessenen Musiklokalen lag, wenn Bauherren in der Nähe Wohnhäuser errichten wollten.
2006 starb der Schauspieler Mark Blanco, der in der The George Tavern die Hauptrolle in Dario Fos Stück Zufälliger Tod eines Anarchisten hätte spielen sollen, das sich am Fall des Anarchisten Giuseppe Pinelli orientiert, nach einem Sturz vom Balkon der Wohnung Nicholas Roundhills. Zuvor hatte es einen heftigen Streit mit anderen Partygästen, darunter Pete Doherty, gegeben. Forster beklagte damals die Intransparenz bei den Ermittlungen; sie glaubte, dass in dieser Nacht „something happened [...] that we're not being told about and the police have done nothing to try to get to the bottom of it.“ Roundhill äußerte später die Theorie, der betrunkene Blanco habe ein kreatives Statement abgeben wollen und sei deswegen von dem Balkon gesprungen. Der Fall wurde mehrmals wieder aufgerollt. Die Theorie, dass Blanco in suizidaler Absicht von dem Balkon gesprungen war, erschien unwahrscheinlich, aber eine Klärung steht nach wie vor aus.